# Fanad

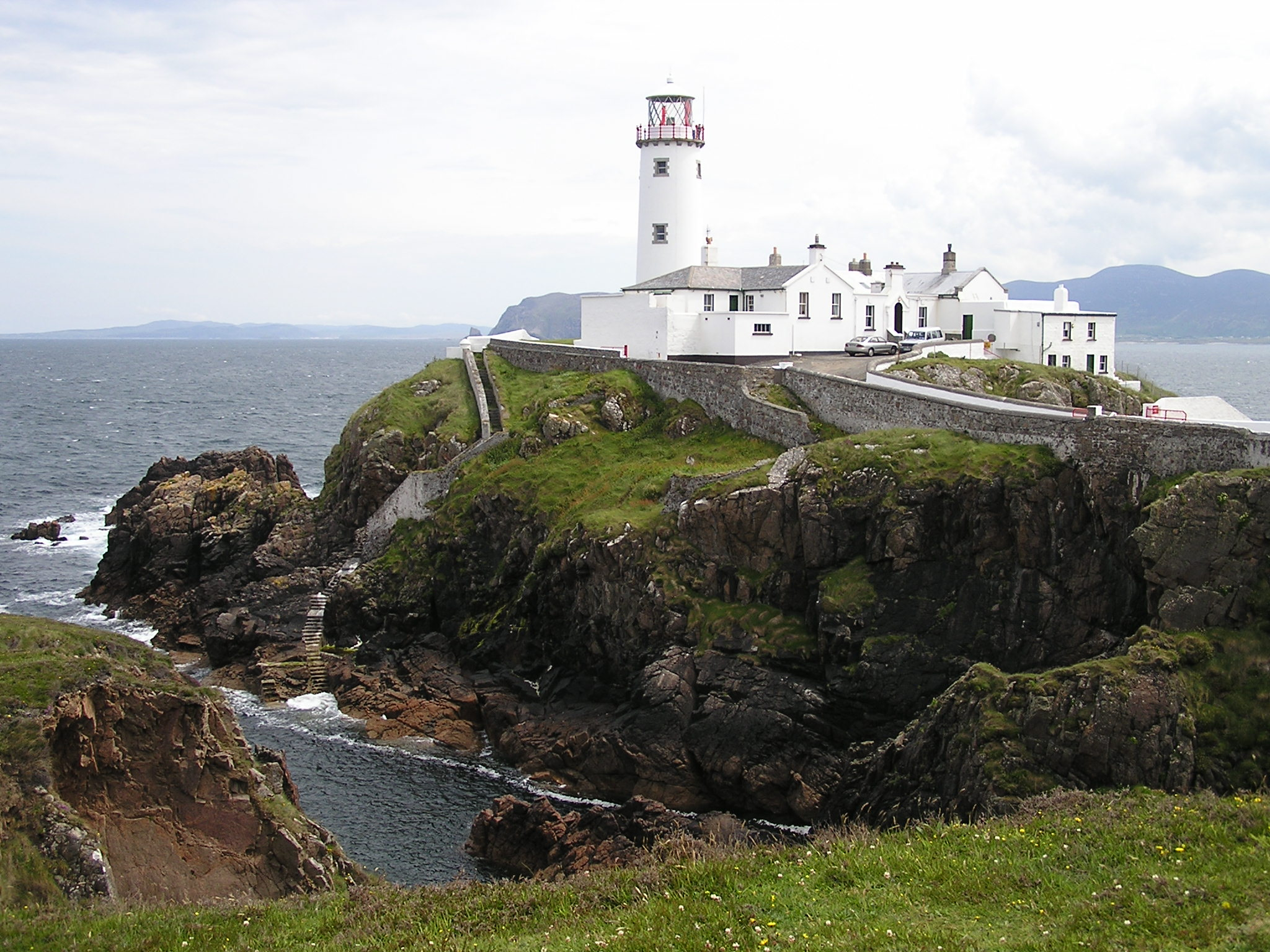
Il faro di Fanad

Fanad (nome ufficiale in gaelico irlandese, essendo totalmente inserita in una gaeltacht: Fánaid) è una delle penisole settentrionali del Donegal, contea settentrionale dell'Irlanda, situata tra il Lough Swilly, che la separa dall'adiacente e più vasta Inishowen, e la Mulroy Bay che la separa da Rosguill.
La penisola è abitata da circa 700 persone, delle quali il 30% madrelingua irlandese.

## Toponomastica
L'origine del nome Fanad si perde nei tempi antichi e non c'è un'esatta traduzione. Si specula che derivi dal sostantivo Fana proveniente dal gaelico antico che significa terreno in pendenza, ma altre interpretazioni, basate su alcune registrazioni, vogliono invece che affondi le sue radici da Fannet o Fannett.

## Geografia
Fanad comprende le parrocchie civili di Clondavaddog, Killygarvan e parti di Tullyfern ed Aughinish. Ha un'estensione massima di 25 misurando da nord a sud dal Fanad Head all'abitato di Ramelton ed approssimativamente di 12 km da est ad ovest partendo dalla comunità di Doaghbeg a quella di Glinsk. Il confine meridionale di Fanad è stato spesso soggetti di alcune dispute nell'arco dei secoli. Nel XVI secolo, periodo in cui l'area era sotto l'influenza dei MacSuibhnes, era stato deciso che il territorio di Fanad si estendesse a sud fino al fiume Lennon tra Kilmacrennan a Ramelton. Nel 1835, l'ispettore John O'Donovan indicò Rathmullan come capoluogo di Fanad e Clondavaddog come "la parrocchia civile più settentrionale di Fanaid", suggerendo che Fanad includesse altre parrocchie oltre a Clondavaddog. O'Donovan inoltre notò che “gli abitanti di Inishowen dichiarano che Fanad si estenda da Rathmeltan al Mulroy Lough, ma le popolazioni originarie delle parrocchie di Killygarvan, Tully ed Aughnish negano di considerarsi come abitanti di Fanaid".
I cognomi più ricorrenti a Fanad dal XIX secolo sono Callaghan, Cannon/Canning, Carr/Kerr, Coll, Coyle, Deeney, Doherty, Friel, Gallagher, Martin, McAteer/McIntyre, McConigley/McGunnigal, McGinley/McKinley, Sheil/Sheilds e Sweeney/McSwyne.